# Elattoneura dorsalis
Elattoneura dorsalis är en trollsländeart som beskrevs av Douglas E. Kimmins 1938. Elattoneura dorsalis ingår i släktet Elattoneura och familjen Protoneuridae. IUCN kategoriserar arten globalt som sårbar. Inga underarter finns listade i Catalogue of Life.